# Hitman (Comic)
Hitman war eine monatlich, in 60 Ausgaben (zuzüglich einiger Sonderausgaben) erscheinende Comicreihe, die von April 1996 bis April 2001 vom US-amerikanischen Comicverlag DC veröffentlicht wurde. Die Serie handelte von Tommy Monaghan, einem irischstämmigen Profikiller (englisch Hitman), der in der fiktiven Stadt Gotham City seinem blutigen Beruf nachgeht. Seinen ersten Auftritt hatte er in US-The Demon Annual #2 (1993), seinen letzten in US-Hitman #60 (April 2001). Hitman zählt zu den sog. Antihelden, d. h. Superhelden, die nicht eindeutig „gut“ oder „böse“ im klassischen Sinne sind.
Autor der Reihe war der irische Schriftsteller Garth Ennis, für die Zeichnungen war als Stammkünstler der Ire John McCrea verantwortlich. Aus Zeitgründen wurde McCrea gelegentlich auch von anderen Zeichnern wie Steve Pugh, Carlos Ezquerra und Doug Mahnke vertreten, wenn es ihm nicht möglich war, seine Arbeiten fristgerecht zu beenden.
Charakteristisch für die Hitman-Reihe war der eigenwillige, expressionistische Zeichenstil McCreas und die Neigung zur übermäßig drastischen Darstellung von Gewalt und Tod, was aber häufig in parodistischer Weise erfolgte: Es werden Pseudo-Superhelden, wie z. B. Nightfist (der sich das Bekämpfen des Drogenproblemes in Gotham City zum Ziel setzt, aber eigentlich selbst das Drogenproblem repräsentiert) erschaffen, um sehr bald in einer der folgenden Ausgaben wieder getötet zu werden. Auch die Sektion Acht stellt diesen Typ Superhelden dar.

## Handlung
Tommy Monaghan, ein Berufskiller, der in Gotham City lebt und arbeitet, wird Opfer eines Angriffs durch Glonth, einen der sieben formwandelnden, Rückenmark verzehrenden Außerirdischen (siehe Bloodlines-Serie), die nach einem Kampf mit Lobo (siehe US-Lobo Annual #1, 1993), auf die Erde stürzten, wo sie Furcht und Schrecken verbreiten. Der ihm im Nacken zugefügte Biss und das dabei übertragene Virus töten Tommy nicht, sondern statten ihn mit einem begrenzten Röntgenblick (zusammen mit tiefschwarzen Augen) und telepathischen Fähigkeiten aus.
Monaghan hat, im Gegensatz zu vielen seiner Berufskollegen, Skrupel, so erschießt er z. B. niemanden, den er bei den „Guten“ einordnet oder die es seiner Meinung nach nicht verdient haben zu sterben (was eine gewisse Definitionsbreite lässt). Dazu zählen Kinder, Polizisten oder Superhelden (wie z. B. Batman, Green Lantern und Superman). Aus diesem Grund arbeitet er immer selbstständig und niemals für einen festen Auftraggeber, dem er verpflichtet ist und deswegen evtl. jemanden aus den genannten Personengruppen erschießen soll.
Zumeist hält er sich im Noonan’s auf, seiner Stammkneipe, welche von Sean Noonan, einem ehemaligen Killer, betrieben wird und Treffpunkt mit seinen Freunden und Kollegen (wie Ringo Chen, Hacken und Natt the Hat) ist, die im selben Gewerbe arbeiten wie Tommy selbst.
Um Tommys Buchhaltung kümmert sich bis zu seinem Tod sein bester Freund, Pat Noonan, Seans Neffe. In einer der ersten Ausgaben (siehe US-Hitman #6, Oktober 1996) wird Pat von Johnny Navarone, ein Killer der Monaghan beseitigen soll, gefoltert und tödlich verletzt, sodass Monaghan ihn sterbend vorfindet und eigenhändig erschießt, um ihn von seinen Schmerzen zu erlösen.
Im Verlauf der Serie kommen fast alle Charaktere ums Leben, lediglich Baytor, Bueno Excellente, Hacken, Sixpack und Tiegel überleben bis zum Serienende.

## Charaktere

### Noonan’s-Clique
Das Noonan’s ist eine üble Kneipe die Sean Noonan, dem Ziehvater des Hitman gehört. Sie ist ein Sammelpunkt für allerlei zwielichtige Gestalten, insbesondere aber Anlaufpunkt für die diversen in Gotham City beheimateten Profikiller. Zusammen mit Sean Noonan und einigen Stammgästen, darunter vor allem andere Berufskiller, bildet Hitman einen losen Kreis, der das Hauptensemble der Figuren der Hitman-Reihe bildet.
Zu Noonan’s Clique zählen:
- Sean Robert Noonan: Der Eigentümer von „Noonan’s Sleazy Bar“ (Deutsch: „Noonans schäbige Kneipe“), einer heruntergekommenen Bar im East End von Gotham City. Noonan, der im Korea-Krieg kämpfte, ist ein Berufskiller im Ruhestand und für den verwaisten Monaghan eine Art Vaterersatz.
- Patrick James „Pat“ Noonan: Neffe von Sean Noonan und der einzige in der Runde, der kein Killer ist. Er ist gemeinsam mit Tommy aufgewachsen.
- Baytor: Dämon, der nach seiner Flucht (mit Etrigans Hilfe) aus der Hölle nun Bedienung in der Bar ist. Er spricht wenig, wiederholt aber häufig den Satz „Ich bin Baytor!“.
- Thomas „Tommy“ Monaghan: Irischstämmiger Killer, der von Nonnen in einem Waisenhaus erzogen wurde.
- Hacken: Ein grober Berufsschläger. Hacken fällt vor allem wegen seiner Begriffsstutzigkeit und der wenig raffinierten Vorgehensweise, mit der er seine „Arbeit“ erledigt, auf.
- Natt „The Hat“ Walls: Ein Berufskollege von Hitman, mit dem dieser seit der gemeinsamen Armeezeit (u. a. im Zweiten Irakkrieg) befreundet ist. Seinen Spitznamen verdankt Natt seiner Neigung stets eine Rapper-Mütze zu tragen.
- Ringo Chen: Ein aus China stammender Berufskiller. Er ist der schärfste Konkurrent von Tommy.

### Weitere Figuren
Da es sich um eine Antihelden-Comicserie handelt, ist es schwer eine genaue Trennung zwischen den Charakteren, die auf der Seite von Recht und Gesetz stehen und denen, die Verbrechen ausüben zu ziehen. Darüber hinaus spielt Hitman in Gotham City und damit in einer sehr finsteren Stadt und Verbrecherhochburg, wodurch eine Aufteilung zusätzlich erschwert wird. Im Folgenden wird zwischen denen, die Tommy  mehr oder weniger unterstützen und denen, die ihn gezielt bekämpfen unterschieden.
In der Auflistung ist in Klammern (falls vorhanden) die Geheimidentität angegeben.

#### Helden
- Batman (Bruce Wayne)

Batman ist ein Vigilant, der sich als Riesenfledermaus kostümiert und einen privaten Kleinkrieg gegen das Verbrechen in der fiktiven Stadt Gotham City, dem Schauplatz der Hitman-Serie, führt. Da er Hitmans Aktivitäten verabscheut, kommt es auch zu Auseinandersetzungen zwischen den beiden, aber er sieht ein, dass Tommy die finstersten Ecken Gothams sauber hält.
- Deborah „Debs“ Tiegel

Sie ist eine Polizistin, die erst beruflich (als Polizistin), dann privat (als Frau) hinter Tommy her ist. Wegen ihrer korrupten Kollegen wurde sie erst suspendiert und dann aus dem Dienst entlassen. Tiegels Verhältnis zu Tommy ist durch seinen moralisch fragwürdigen Job stark belastet.
- Sixpack (Sidney „Sid“ Speck) und die Sektion Acht (engl. Section Eight)

Eine Nebenfigur in Hitman ist Sixpack. Er hat Probleme mit seinen Körpergasen und -flüssigkeiten und war früher angeblich ein richtiger Superheld, doch irgendwie ist er in den Alkoholismus abgerutscht. Heute sitzt er im Noonan’s und berichtet den Anwesenden von seinen Kämpfen gegen die Mächte des Bösen (u. a. Doomsday) und wie er Batman zu Hilfe kommt. Die Geschichten enden aber oft so, dass er wieder aufwacht und in seinem eigenen Urin liegt, wofür er aber eine Begründung findet: „Die [seine Gegner] müssen Blasenstörungskräfte haben!“ In US-Hitman #52 (August 2000) zeigt sich bei Sixpack, dass er zum Selbstschutz ein Kraftfeld erzeugen kann. Daraufhin rettet er die Welt vor den Vielwinkligen, die aus einem Spalt zwischen den Höllen kommen. Sixpack ist Anführer seiner eigenen Superhelden-Liga, genannt Sektion Acht. Sektion Acht scheint auf den ersten und zweiten Blick ein Haufen ziemlich unfähiger Möchtegern-Superhelden zu sein, doch im Kampf gegen Mawzir und Lobo bleiben sie letztendlich siegreich. Die Sektion Acht wird im Kampf gegen die Vielwinkligen fast ausgelöscht. Hierbei stellt sich Sixpack den Vielwinkligen, die ihn zum Kampf in ihre Dimension mitnehmen und dafür die Erde verschonen. Später ist Sixpack bei einem Treffen einer Selbsthilfegruppe für Alkoholabhängige zu sehen, was darauf hindeutet, dass er die Vielwinkligen besiegt hat. Neben Sixpack überlebt auch Bueno Excellente.
Die übrigen Mitglieder sind (in Klammern englischsprachige Originalnamen):
- Jean de Baton-Baton: Bekämpft seine Gegner auf die französische Art, z. B. mit einem Baguette, das er wie einen Knüppel verwendet.

- Freundes-Feuer (engl. Friendly Fire): Kann Feuerstrahlen aus seinen Händen abfeuern, trifft dabei allerdings häufig seine Teammitglieder.

- Speister (engl. Flemgem): Spuckt seine Gegner mit Schleim an.

- Bueno Excellente: Kämpft mit der Kraft des Perversen.

- Schüttler (engl. Shakes):  Entsetzt seine Gegner mit Schüttelanfällen.

- Hundschweißer (engl. Dogwelder): Schweißt seinen Gegnern (zumeist tote) Hunde an den Körper.

- Fensterstürzer (engl. The Defenestrator): Wirft seine Gegner aus dem Fenster und lässt die Schwerkraft den Rest erledigen. Die Figur ist eine Parodie auf den durch Arnold Schwarzenegger dargestellten Terminator.

#### Gegner
- Moe Dubelz

Er ist eine Hälfte eines Paares Siamesischer Zwillinge, die sich einen gesamten Körper teilen. Sein Bruder Joe wird von Tommy getötet, und Moe schwört Rache für ihn. Die Brüder führen einen der wichtigsten Mobs von Gotham City.
- Mawzir

Ein Dämon aus der Hölle. Früher war er fünf SS-Männer, welche im Krieg gehängt wurden. Jene wurden von den Arkannone, den Meistern der Waffen in der Hölle, in einen einzigen, zehnarmigen Dämon verwandelt. Er wurde mehrmals zur Erde gesendet, um seinen Herren Artefakte zu bringen, was zu Konflikten mit Catwoman führte, und um Monaghan als weiteren Agenten zu gewinnen.
- CIA-Agent Truman

Er ist auf Metamenschen wegen ihrer Fähigkeiten eifersüchtig und versucht Tommy anzustellen, damit dieser für ihn Superwesen tötet. Im abschließenden Storybogen „Closing Time“ („Die letzte Runde“) zeigt sich, dass er die Effekte von Bloodlines reproduzieren will, um eigene Superhelden zu erschaffen.
- Johnny Navarone

Einer der weltbesten Killer, der von Agent Truman auf Tommy angesetzt wird und dabei über Leichen geht. Er ist für die schweren Verwundungen Pat Noonans verantwortlich, die Hitman zwingen diesen zu töten. Später wird auch Marc, der Sohn von Johnny Navarone, der sogar ein noch besserer Scharfschütze ist, von Truman engagiert, um Tommy zu töten.
- Louie „Pissoir-Louie“ Feretti

Er ist einer der wichtigsten Mafia-Bosse in Gotham. Er wird so genannt, da er wegen seines gesundheitlichen Zustandes immer auf der Toilette sitzen und von dort seine Geschäfte leiten muss. Er wird vom S.A.S. getötet, aber Tommy wird fälschlicherweise dafür verantwortlich gemacht. Deswegen wird mehrmals versucht, an Tommy Rache zu nehmen.
- Der S.A.S.

Da Natt und Tommy im Irakkrieg aus Versehen eine Gruppe britischer Soldaten ausgelöscht haben, werden sie vom S.A.S. gejagt.
- Die Vielwinkligen

Bei den Vielwinkligen (Many-angled-ones) handelt es sich um Kreaturen, die dem Cthulhu-Mythos entlehnt scheinen. Sie kommen aus einem Spalt zwischen den Höllen und sagen selbst, sie hätten die heilige Geometry von gefallenen Engeln gestohlen, sie verdreht und sich zu eigen gemacht. Außerdem seien sie die Wissenschaftsdämonen. Im dreidimensionalen Universum erscheinen sie als zweidimensionale, geometrische Figuren mit zahnbewehrten Mündern. In US-Hitman #52 versuchen sie die Welt zu übernehmen, werden aber von der Sektion Acht aufgehalten.

## Veröffentlichung auf Deutsch
Die US-amerikanische Serie ist vollständig ins Deutsche übersetzt und abgedruckt worden. Verantwortlich zeigten sich die Verlage Dino und Panini. Beim Dino Verlag erschienen die Ausgaben #1 bis #22 in erster Linie als Zweitserie in Lobo, aber auch in Form zweier Sonderbände. Außerdem wurden zwei Specials und eine Sonderausgabe über Hitman und zudem eine Superman-Sonderausgabe mit einer Geschichte über Sixpack herausgebracht. Panini publizierte die restlichen Ausgaben der Serie in Form von acht Sammelbänden bis zu deren Ende in #60.

## Auszeichnung
- US-Hitman #34 (Februar 1999), der Auftritt Supermans in „Of Thee I Sing“ („Von Dir ich sing“), gewann 1999 den Eisner Award als bester Einzelcomic